# 卡皮塔尼夫卡
48°55′2″N 31°43′11″E / 48.91722°N 31.71972°E
卡皮塔尼夫卡（烏克蘭語：Капітанівка），又按俄语名译为卡皮塔诺夫卡，是烏克蘭中部基洛夫格勒州新烏克蘭卡區新米尔霍罗德市镇内的市級鎮。距離新米爾霍羅德13公里，始建於1774年，面積32.07平方公里，2011年人口2,655，人口密度每平方公里82.79人。